# 桑塔埃利亚
桑塔埃利亚，是西班牙安达卢西亚自治区科尔多瓦省的一个市镇。总面积272平方公里，总人口5925人（2001年），人口密度22人/平方公里。